# Sargassohavet (roman)
Sargassohavet eller Den första hustrun (ursprungligen Wide Sargasso Sea) är en roman av den brittiska författaren Jean Rhys, publicerad i oktober 1966. Det blev hennes mest framgångsrika roman.
Boken är en föreföljare till Charlotte Brontës roman Jane Eyre från 1847. Rhys föddes och växte upp i Karibien och hade inblick i de kreolska kvinnornas liv och öden med fokus på samhällsställning, makt och pengar, och Sargassohavet är skriven med utgångspunkt i Antoinette Cosways perspektiv (Bertha Mason i Jane Eyre). Rhys ville "rädda" den galna kreolkvinnan Bertha från hjälplösheten i Brontës bok och ge hennes varande mening och förklaring. Rochester som är den manliga huvudrollen i Jane Eyre har en framträdande roll även i Wide Sargasso Sea, men som en förklaring eller inledning till Bertha Masons öde i Jane Eyre.

## Handling
Boken handlar om arvtagerskan Antoinette Cosway, från hennes ungdom i Karibien till hennes olyckliga giftermål med en engelsk gentleman som inte är namngiven i boken. Mannen förklarar henne galen och flyttar med henne till England.

## Svenska utgivningar
Boken gavs i Sverige först ut med titeln Den första hustrun i översättning av Ingegärd Martinell 1989 och senare med titeln Sargassohavet 2006.